# Die Strandclique
Die Strandclique ist eine deutsche Fernsehserie, die von 1998 bis 1999 als Ableger von Gegen den Wind produziert wurde. Die erste Staffel der Serie wurde mit 13 Folgen vom 22. Februar bis zum 31. Mai 1999, die zweite Staffel mit 26 Folgen vom 13. Juni bis zum 31. Juli 2002 jeweils um 18.55 bzw. 18.50 Uhr ausgestrahlt.
Auch diese Serie wurde hauptsächlich am Strand von Sankt Peter-Ording produziert, verlagerte aber für einige Wochen den Drehort nach Vietnam (2. Staffel). Vier 23-minütige Folgen wurden vom 6. bis zum 28. März 2000 dort produziert. Die vorherigen Folgen der zweiten Staffel wurden bis zum 23. September 1999 gedreht.
Die erste Staffel wurde im Sommer 1998 gedreht.
Im Unterschied zu Gegen den Wind hat Die Strandclique fünf anstatt nur zwei Protagonisten. Zentrum des Geschehens bildet ein Jugendcamp am Strand von Sankt Peter-Ording.

## Handlung
Fünf Freunde, die der Gesellschaft und ihrem Leistungsdruck in gewisser Weise den Rücken gekehrt haben, versuchen sich und anderen jungen Leuten am Strand von Sankt Peter-Ording eine neue Lebensperspektive in Form eines Jugendcamps, dem Pfahlbau, zu schaffen. Anführer der Clique ist Mark, der, nachdem er einige Jahre in der Weltgeschichte umhergereist ist, in seinem Heimatort plötzlich alles verändert vorfindet: Sein Vater ist verstorben, sein Bruder Lukas und seine Freundin Ann haben ihm das plötzliche Verschwinden noch nicht verziehen, und seine Mutter kommt mit der neuen Situation nicht klar. Rai hat sich neben seinem alten Zufluchtsort, dem Pfahlbau, in einem Camper niedergelassen. Um sich selbst etwas zu beweisen, hat er die Surfschule am Strand übernommen, nachdem er sich zuvor als selbständiger Koch nicht hatte durchsetzen können. Außerdem lebt Viola, Tochter reicher Diplomaten, in einem Luxuszelt am Strand und arbeitet dort an ihrer Touristik-Diplomarbeit. Marks alter Freund Björn hat weiterhin den Traum seine Zweimannyacht zu restaurieren und damit um die Welt zu segeln. Momentan arbeitet er allerdings als Schreiner. Ann, Marks Freundin, ist Tierpflegerin in einer Robbenstation und auch sonst sehr tier- und naturverbunden. Alle fünf träumen von Freiheit und Selbstverwirklichung und versuchen diesen Traum gemeinsam in Form eines Jugendcamps umzusetzen.
Ziel ihres Jugendcamps ist es, Jugendlichen alternative Ferien- und Freizeitangebote anzubieten sowie ein freies Leben am Strand zu verwirklichen. Jeder versucht seine eigenen Fähigkeiten und Stärken mit Optimismus aber auch viel Energie einzubringen, sodass kleine Auseinandersetzungen vorprogrammiert sind. Dennoch bringt die Zusammenarbeit für alle hauptsächlich lehrreiche Erfahrungen mit sich: Die Strandclique lernt Verantwortung zu übernehmen und trotzdem Spaß zu haben, Regeln einzuhalten, sich aber immer noch frei zu fühlen.

## Sonstiges
- Die erste Staffel erreichte in der relevanten Gruppe der 14- bis 49-Jährigen im Durchschnitt einen Marktanteil von 13 %.[8]
- Die komplette Serie wurde am 29. September 2008 auf DVD veröffentlicht.[9]